# Pirro Kondi
Pirro Kondi (* 1924 in Zagoria, Kreis Gjirokastra) ist ein ehemaliger albanischer Politiker der Partei der Arbeit Albaniens (PPSh).

## Biografie
Kondi wurde 1954 erstmals zum Abgeordneten der Volksversammlung (Kuvendi Popullor) gewählt und gehörte dieser von der dritten bis fünften Legislaturperiode bis 1966 an. Darüber hinaus war er viele Jahre Mitglied des Zentralkomitees (ZK) der PPSh. Auf dem 3. Parteitag der PPSh im Juni 1956 erfolgte seine Wahl zum Leiter der Organisationsabteilung des ZK. Auf dem 5. Parteitag der PPSh im November 1966 wurde er jedoch „degradiert“ und war statt Mitglied nur noch Kandidat des ZK.
Im August 1985 wurde der als konservativer Hardliner geltende Kondi Nachfolger von Foto Çami als 1. Sekretär der PPSh von Tirana. Dabei handelte es sich um die erste Personalentscheidung des damaligen Ersten Sekretärs der PPSh Ramiz Alia nach dem Tode von Enver Hoxha und galt als Zeichen der Beibehaltung des bisherigen Kurses, zumal Kondi als treuer Anhänger Hoxhas galt und mehrfach Lobartikel über Hoxha in der Parteizeitung Rruga ë Partisë verfasste und in diesen parteiinterne Gegner Hoxhas wie Koçi Xoxe, Beqir Balluku, Mehmet Shehu und andere angriff.
Obwohl Kondi bis zu diesem Zeitpunkt nicht zu den führenden Politikern der PPSh gehörte, konnte er seinen politischen Einfluss auf familiäre Beziehungen stützen. Seine Schwester Vito war selbst viele Jahre Mitglied des ZK und später auch einige Jahre Ministerin für Leichtindustrie und darüber hinaus mit Hysni Kapo verheiratet, einem langjährigen ZK-Sekretär und engsten Vertrauten Hoxhas.
Auf dem 9. Parteitag der PPSh im November 1986 wurde er darüber hinaus Kandidat des Politbüros des ZK der Partei und behielt dieses Amt bis zu seinem Ausscheiden im Dezember 1990.
Zwischen 1987 und 1991 war er wiederum Abgeordneter der Volksversammlung.
1996 wurde er zusammen mit Qirjako Mihali und Sulejman Bushati wegen Straftaten gegen die Menschlichkeit angeklagt und im August 1996 von einem Gericht in Tirana zu einer Freiheitsstrafe von 17 Jahren verurteilt. Dabei blieb das Gerichtsurteil unterhalb des Antrages der Staatsanwaltschaft, die 20 Jahre Haft für ihn gefordert hatte.